# Der Pilger

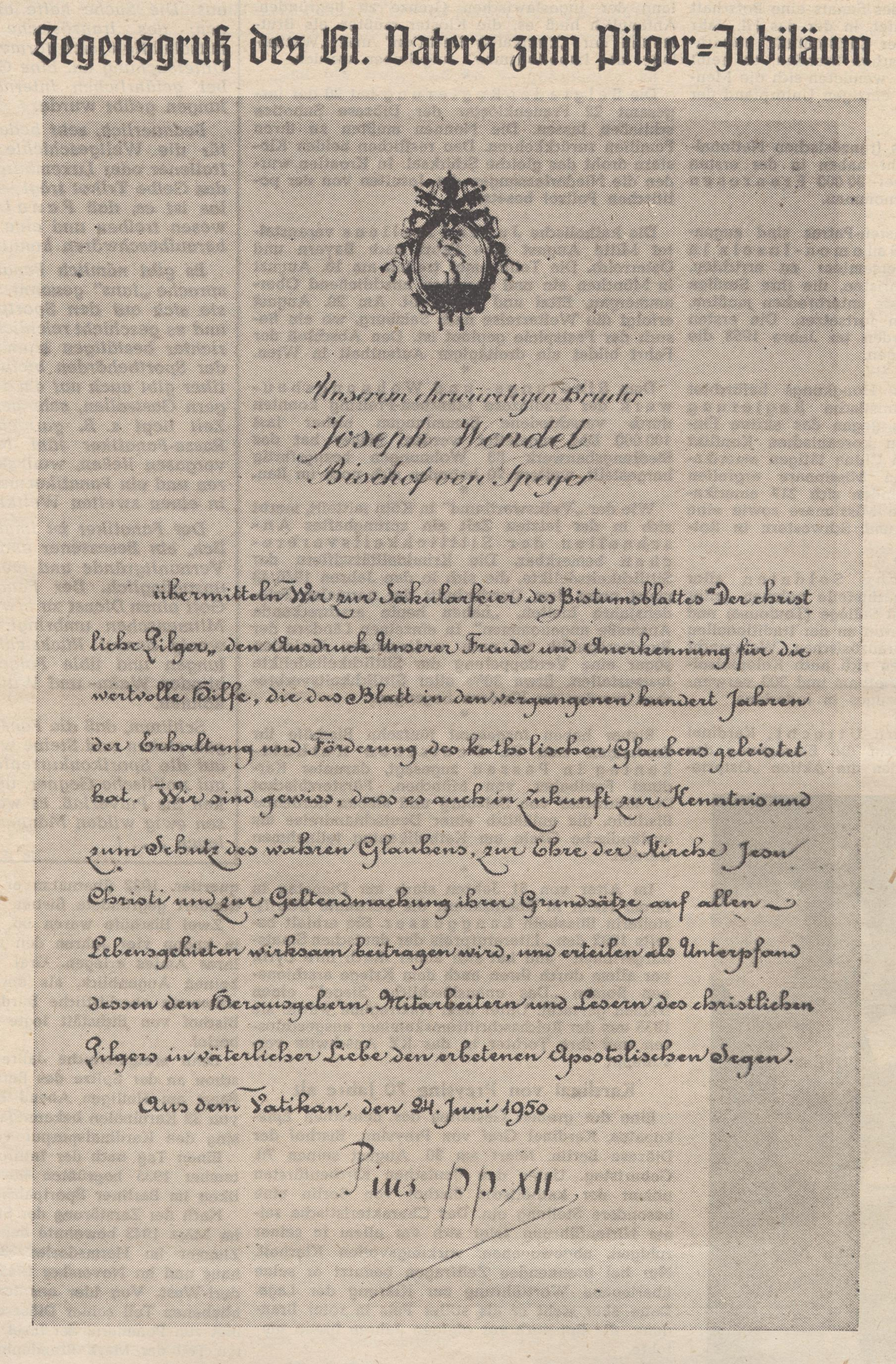
Glückwunschschreiben Papst Pius XII. zum 100-jährigen Jubiläum (gefeiert 1950, da im Zweiten Weltkrieg zwei Jahrgänge ausfielen)

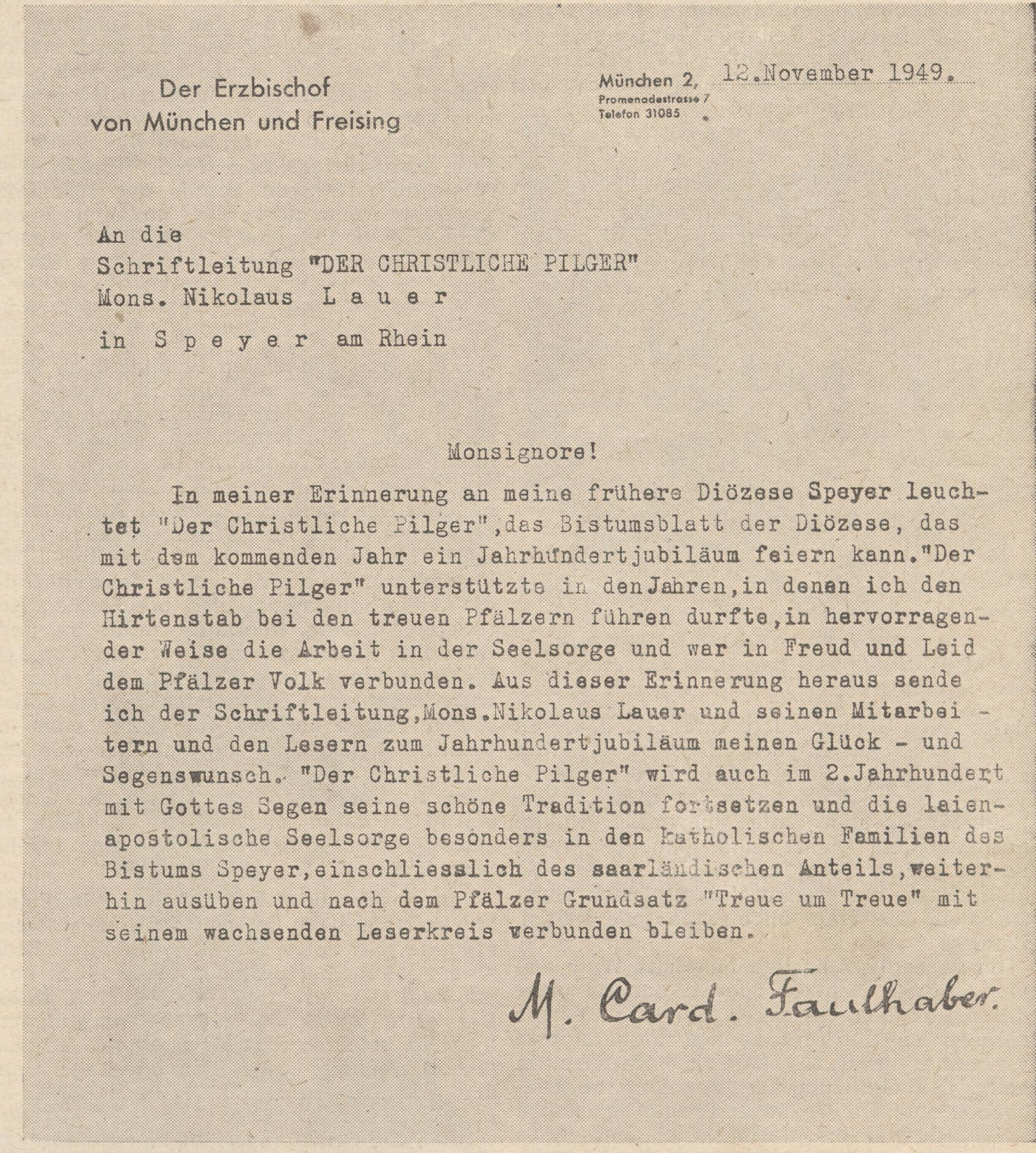
Glückwunschschreiben Kardinal Michael von Faulhaber, 1950

der pilger – Kirchenzeitung der Katholiken im Bistum Speyer ist eine in 38 Ausgaben pro Jahr erscheinende Publikation des katholischen Bistums Speyer. Bis März 2014 war sie als Wochenzeitung unter dem kürzeren Namen „der pilger“ erschienen, von 1848 bis 1960 nannte sie sich „Der christliche Pilger“ (bis Jahrgang 110, 1960, Nr. 48).
Am 1. Januar 1848 gegründet, ist sie älter als der Osservatore Romano und damit die älteste Bistumszeitung in Deutschland. Sie berichtet vom kirchlichen Leben in der Diözese ebenso wie über das Geschehen in der Weltkirche. Dazu kommen religiöse Texte wie Gebete und Bibelauslegungen insbesondere zu den jeweils aktuellen Sonntagsevangelien. Im Unterhaltungsteil bietet die Zeitung Buch- und Spieletipps, Kurzgeschichten, Rätsel und Kochrezepte. Regelmäßig werden auch Ereignisse und politisches Geschehen aus katholischer Sicht kommentiert.

## Geschichte
Die Zeitung wurde unter Bischof Nikolaus von Weis durch den aus Bobenheim stammenden Domvikar und späteren Domkapitular Franz Hällmeyer gegründet. Die erste Ausgabe erschien als „Der christliche Pilger“ am 1. Januar 1848. Mit dem obersten Ziel „die Botschaft Christi weiterzutragen“ setzte sich das Blatt gegen Armut, soziale Ungerechtigkeit und für die Abschaffung der Kinderarbeit ein. Zeitgleich mit den Revolutionen 1848/1849 gegründet, bezog es aber auch klare politische Position gegen den Klassenkampf, wie ihn Karl Marx im Kommunistischen Manifest formulierte und gegen das Staatskirchentum.
Ab 8. Januar 1848 verwendete die Zeitung eine Pilger-Zeichnung des Kirchenmalers Johann von Schraudolph im Titelbild, die bis 1857 unverändert blieb. Im Laufe der Jahrzehnte war die Zeichnung mehrfach Veränderungen unterworfen. 
In der Zeit des Nationalsozialismus wurde das Blatt 1941 verboten und die Druckerei zwangsverpachtet. In der Nachkriegszeit von der französischen Militärverwaltung wieder zugelassen, konnte der Pilger durch den Hauptschriftleiter Nikolaus Lauer im Jahr 1945 wieder aufgebaut werden.
Von 1920 bis 2009 wurde die Zeitung in der Speyerer Pilger-Druckerei verlegt. Trotz politischer und wirtschaftlicher Krisenzeit war es dem Domvikar und Pilger-Redakteur Jakob Baumann im Jahr 1920 gelungen, zusammen mit dem späteren Geschäftsführer Wilhelm Hogg sen. in der Kleinen Pfaffengasse, in Nachbarschaft zum Bischöflichen Ordinariat, eine kirchliche Druckerei aufzubauen. Im Juni 2009 sah sich jedoch die Tochtergesellschaft Progressdruck GmbH getwungen, beim Amtsgericht Ludwigshafen Insolvenz anzumelden. Progessdruck war von der Pilger-Druckerei GmbH in den 1970er Jahren in Heidelberg übernommen und in den eigenen Speyerer Betrieb eingegliedert worden. Daraufhin mussten für die Bistumszeitung neue Strukturen geschaffen werden. Sie erscheint seither im neu gegründeten und vollständig in Besitz des Bistums befindlichen Verlag Peregrinus GmbH, ebenfalls in Speyer.
Seit dem 1. Januar 2020 bezieht „der pilger“ seine überregionalen Seiten von der Zentralredaktion der Verlagsgruppe Bistumspresse in Osnabrück.
Seit dem 1. April 2025 erscheint die Kirchenzeitung vierzehntägig.

## Zeitschrift „der pilger – Magazin für die Reise durchs Leben“
Am 2. März 2017 erschien erstmals, mit einer Druckauflage von 100.000 Exemplaren und einem Umfang von 140 Seiten, die vierteljährlich und bundesweit erscheinende Zeitschrift „der pilger – Magazin für die Reise durchs Leben“. Nach Angaben des Verlags handelt es sich dabei um ein „Mindstyle-Magazin mit christlichem Fokus“. Zu den Autoren des Magazins zählt unter anderen die ehemalige Brigitte-Chefredakteurin Beatrix Kruse.

## Leserhilfswerk
Mit der „Aktion Silbermöwe“ zählt seit 1960 auch ein Leserhilfswerk zur Bistumszeitung, über das jährliche Spenden an Missionare und Entwicklungsprojekte fließen.